# 中国驻巴勒斯坦办事处
中华人民共和国驻巴勒斯坦国办事处（阿拉伯语：مكتب جمهورية الصين الشعبية لدى دولة فلسطين），简称中国驻巴勒斯坦办事处，是中华人民共和国驻巴勒斯坦国的正式外交代表机构，位于拉姆安拉提拉街52号（No.52 Al-Tira Street, Ramallah）。

## 简介
1988年，巴勒斯坦解放组织主席亚西尔·阿拉法特宣布成立巴勒斯坦国。中国政府予以承认并建交。1990年，中国政府任命驻突尼斯大使兼任驻巴勒斯坦国大使。1994年，巴勒斯坦民族权力机构成立，开始组建自治政府。1995年12月，中国政府在加沙设立中华人民共和国驻巴勒斯坦民族权力机构办事处。2004年，办事处迁至自治政府所在地拉姆安拉。2008年，中国驻突尼斯大使不再兼任驻巴勒斯坦国大使，由办事处主任全权负责对巴交往事宜。2013年，办事处更名为中华人民共和国驻巴勒斯坦国办事处。